# Macrothele calpeiana

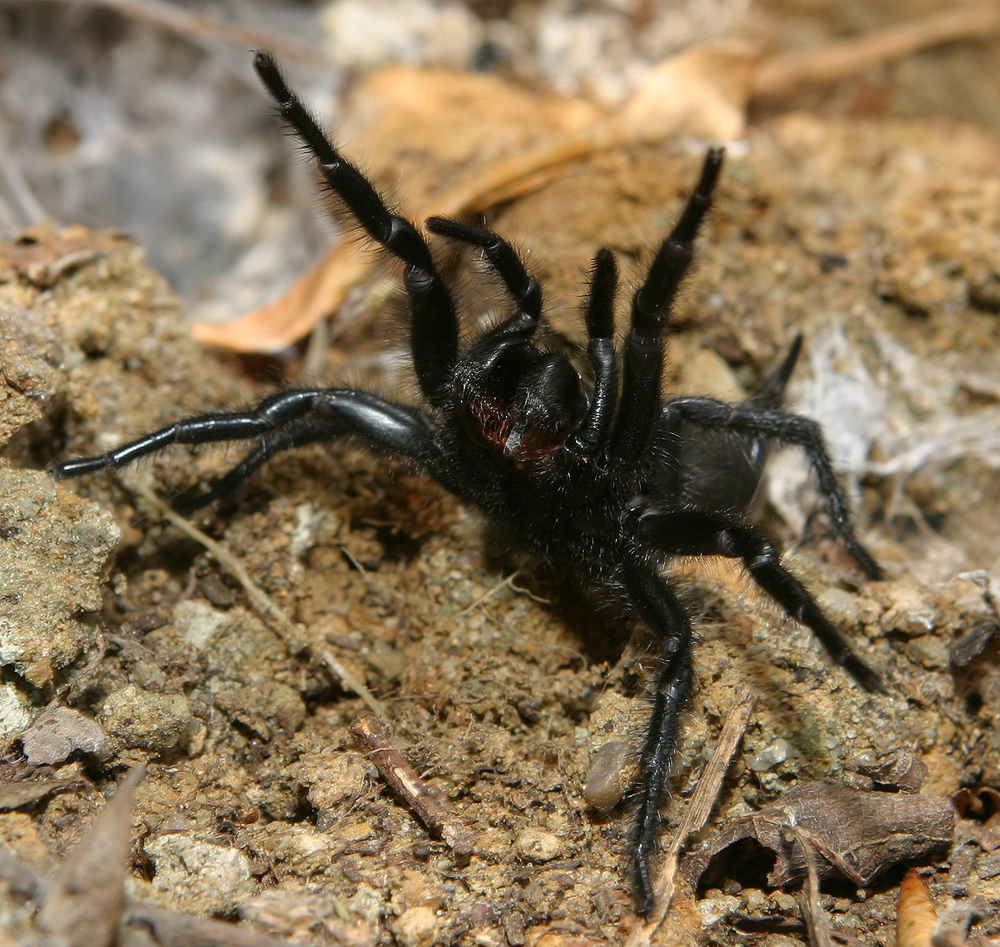
Araña toro en típica postura defensiva.

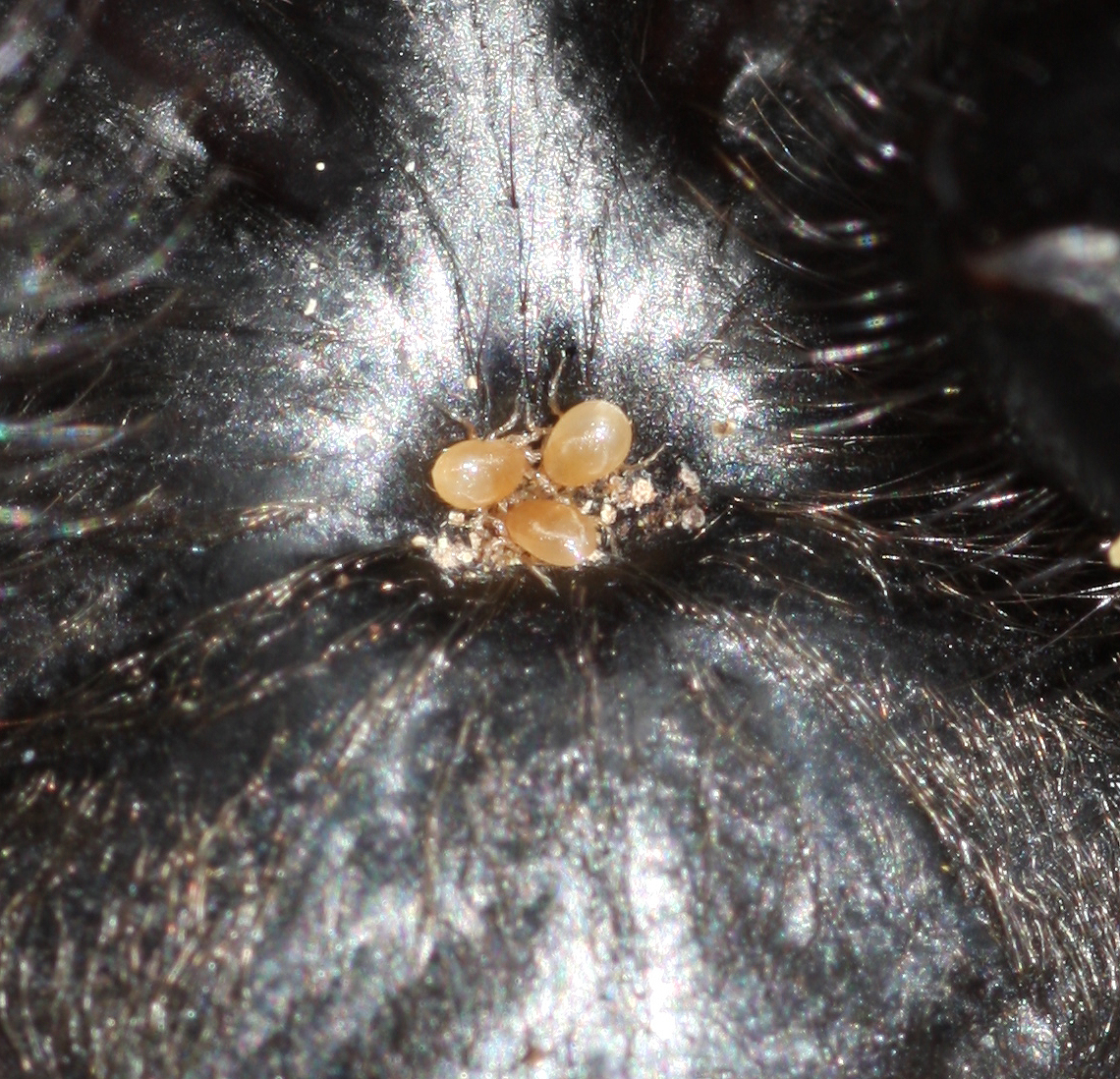
Araña toro parasitada por ácaros del género Androlaelaps

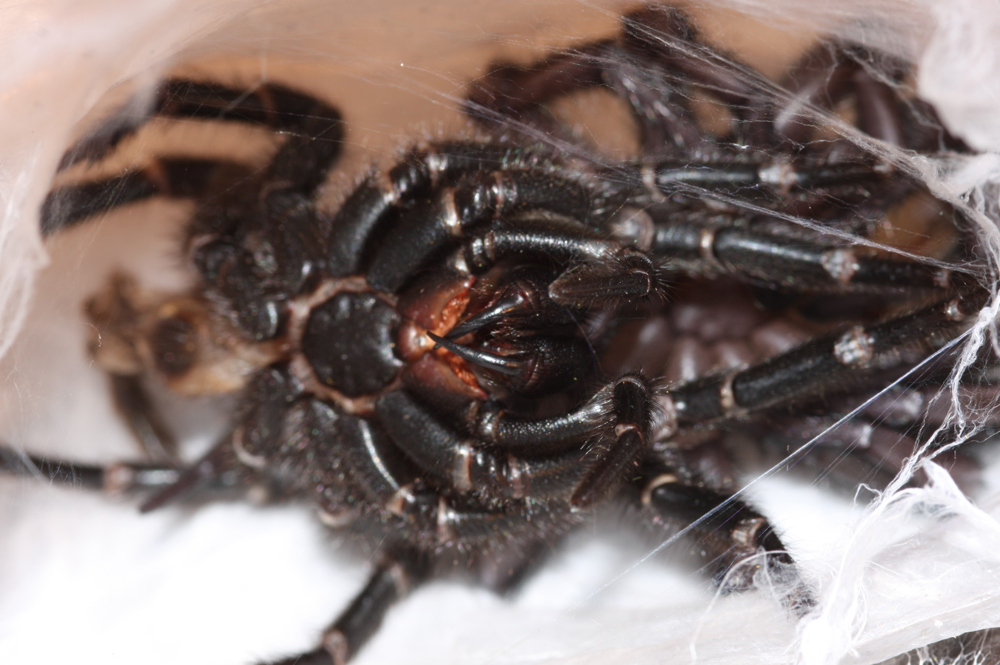
Araña toro mudando el exoesqueleto

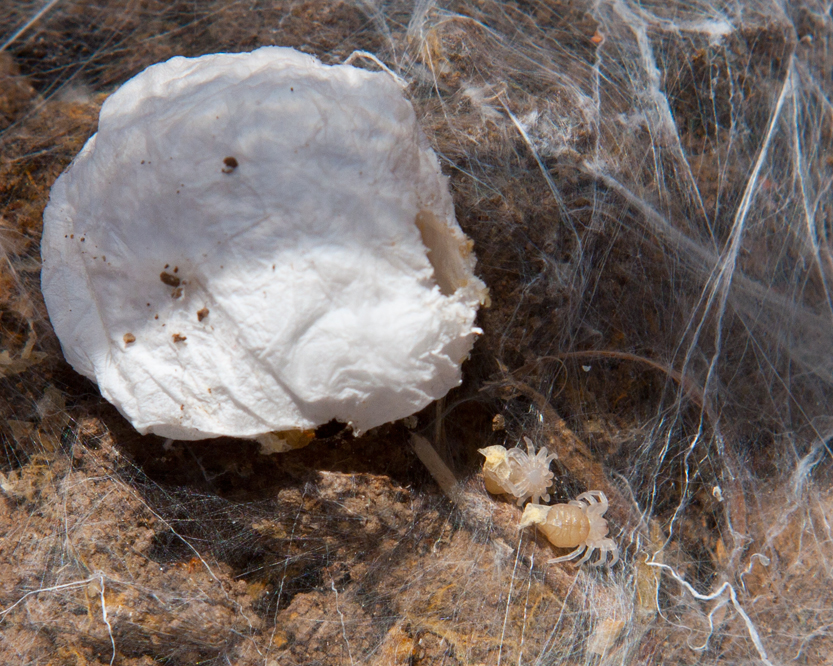
Ooteca de araña toro, se observa la coloración claras de las crías recién salidas, posteriormente oscurecen.

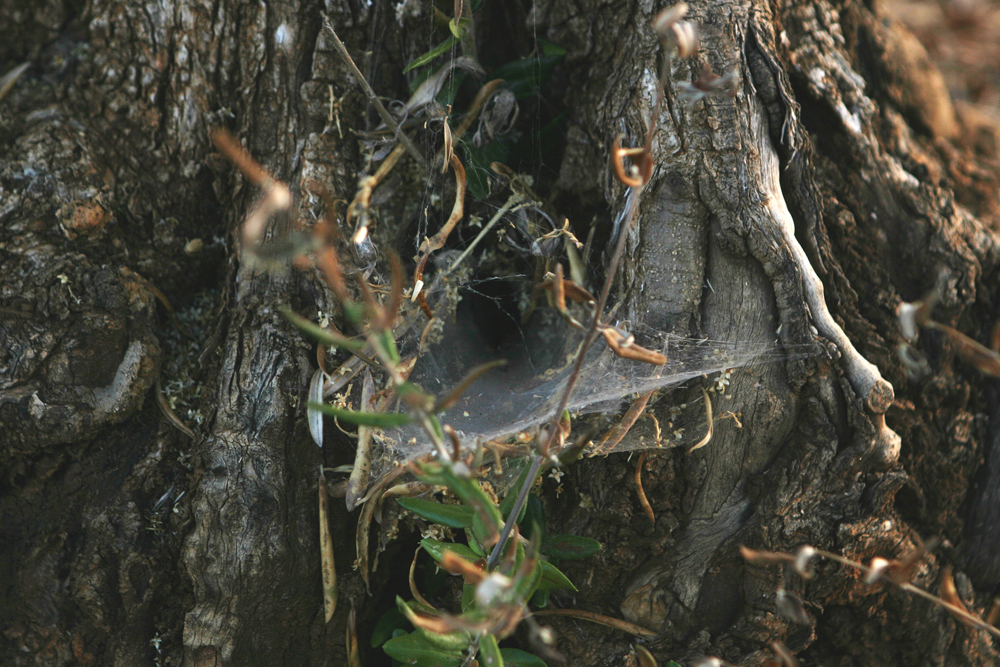
Entrada del nido en el tronco de un olivo.

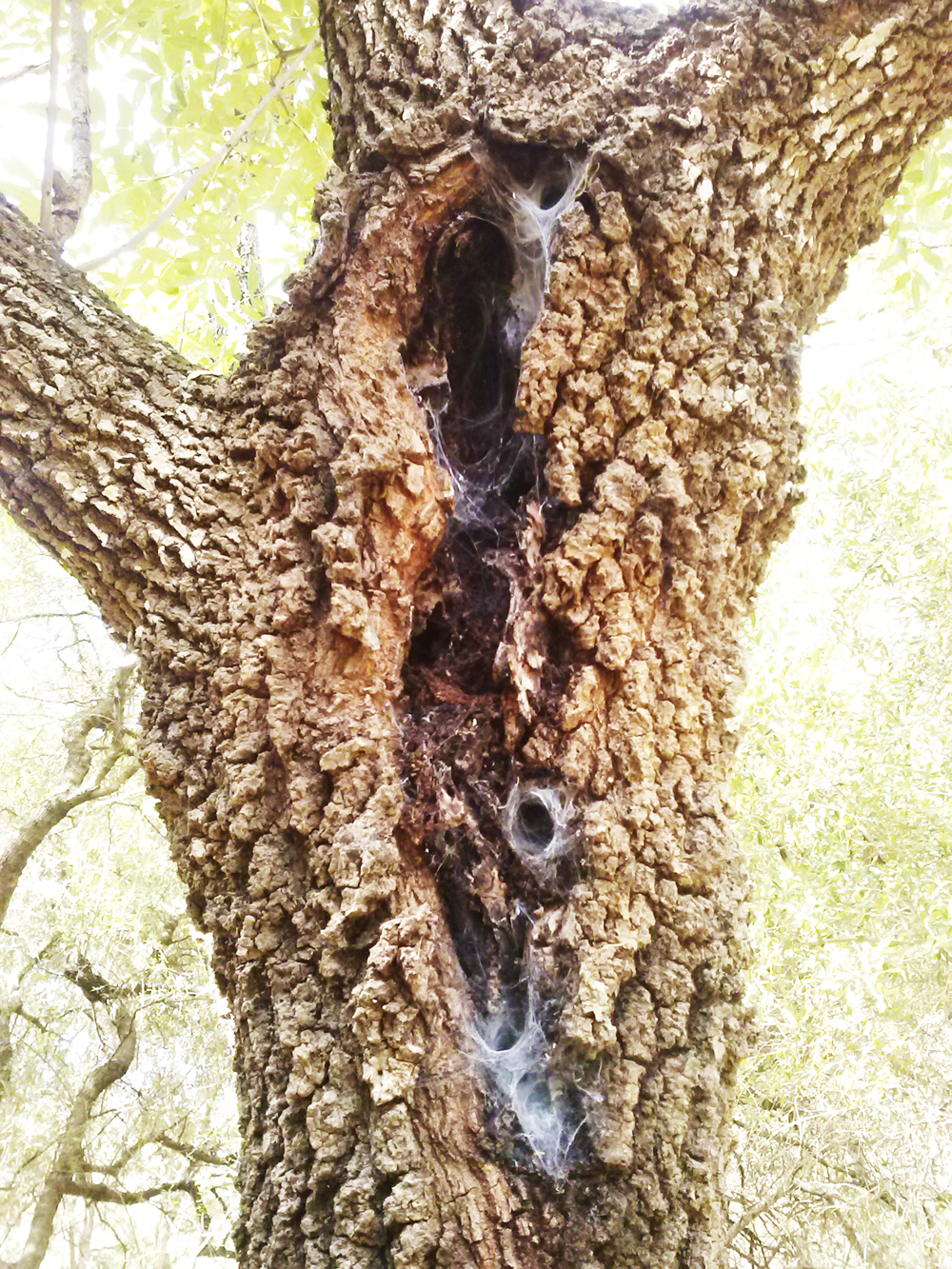
Colonia de araña toro en un fresno, a más de 2 metros de altura.

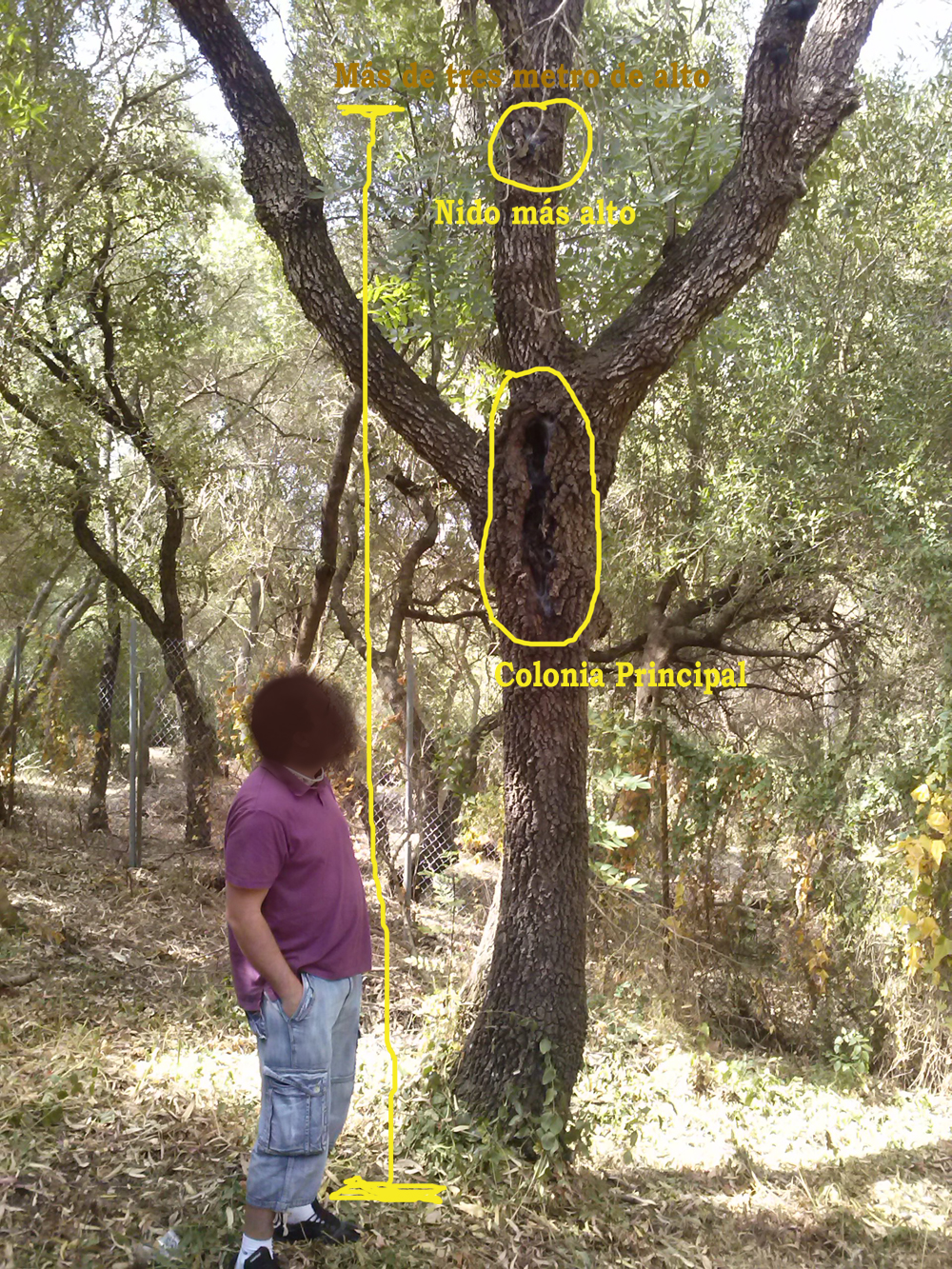
Colonia de araña toro en un fresno. La agrupación principal está situada a más de dos metros de altura, y por encima de los tres metros hay un nido aislado

La araña toro o araña negra del alcornocal (Macrothele calpeiana) es una especie de araña migalomorfa, representante exclusivo en Europa de la familia Macrothelidae, y habita el sur de la península ibérica. Fue descrita para la ciencia y clasificada por Charles Athanase Walckenaer en 1805. Tienen abdomen, tórax, cefalotórax, cabeza, patas, hileras, quelíceros y pedipalpos. Son la especie arácnida más grande de Europa y pueden alcanzar más de siete centímetros.

## Nivel de protección
Es el único arácnido europeo protegido por los tratados internacionales (Convenio de Berna y Directiva de Hábitats).
Categoría UICN para España: VU B1 ab(i, ii, iii)+2ac(i, ii)

## Descripción
Es posiblemente la araña de mayor tamaño de Europa (hembras 50-60 mm y 40-50 mm para los machos). Se han observado ejemplares de ambos sexos de más de 80 mm. A igual diámetro, el cuerpo de los machos es más pequeño en comparación con las hembras. Especie fácil de identificar por el gran tamaño de su hileras (theles) que le dan nombre, cefalotórax, quelíceros y apéndices de color pardo rojizo, más o menos oscuro. Abdomen marrón-violáceo, cuerpo cubierto de pilosidad oscura.

## Distribución
Su nombre "calpeiana" hace referencia al lugar donde se descubrió, el monte Calpe, ahora conocido como Peñón de Gibraltar. Habita principalmente en el sur de la península ibérica, en áreas muy fragmentadas particularmente en las provincias de Cádiz, Málaga y Huelva, citada también en Granada, Jaén, sur de Portugal incluso más al norte, como en Alicante e Italia (aunque estos ejemplares posiblemente fueron transportados junto con olivos (Olea europaea) trasplantados), dos citas en el norte de África, la primera de Lucas (1846) de Argelia, no confirmada, la segunda de Blasco y Ferrández (1986), dentro del entorno urbano de la ciudad de Ceuta (España), no vuelta a confirmar en los últimos diez años. Parece ser que prefiere zonas con elevadas precipitaciones.

## Comportamiento
Vive en distintos tipos de bosques y matorrales, como el alcornocal, el encinar, quejigal y acebuchal. Pasa la mayor parte del tiempo en su nido, pasando desapercibida para los no expertos; si se le molesta, trata de huir, pero se vuelve agresiva. Cuando se ve acorralada, adoptan una típica postura defensiva, levantando los pedipalpos y el par de patas delanteras, mostrando los quelíceros, incluso se hacen la muerta de espaldas, sobre el abdomen. Su veneno no es peligroso para los seres humanos pero su picadura es dolorosa. Construyen sus nidos, forrándolos con su tela,  debajo de piedras de mediano o gran porte, o utilizando huecos en los tocones de árboles o en laderas y terraplenes, desde el suelo hasta en árboles a 3 m de altura. A veces forman colonias de decenas de ejemplares, estando la de mayor tamaño en el sitio más protegido, bajo una gran roca, dentro del tocón de un árbol, etc. Suelen abandonar el túnel-telaraña de noche, para salir de caza o por motivos reproductivos. Se muestran más activas en verano, sobre todo de noche. Muchas veces muere ahogada,  víctima de balsas de riego o acequias con agua,  donde le es muy difícil salir si cae en su interior. 
En estaciones frías permanecen en el túnel-telaraña. Pueden vivir de 4 a 5 años.

## Reproducción
Los machos tardan un total de ocho mudas y un año y medio en llegar a adultos y mueren tras la reproducción; las hembras lo hacen en nueve mudas. Un apareamiento observado en julio de 2013 duró apenas dos minutos, en este, un ejemplar macho de unos 8 cm de diámetro (incluyendo extremidades) se acercó a la entrada del nido de una hembra, comenzó el cortejo nupcial con un tamborileo rítmico de la seda de la entrada hasta que apareció una hembra de tamaño similar, con pedipalpos y pares de extremidades delanteros levantados, mostrando los poderosos quelíceros, el macho se posicionó rápidamente bajo ella, sujetando sus patas y colocando los sus pedipalpos con el líquido seminal en el órgano copulador de esta, después se retiró rápidamente. Hay un solo periodo de puesta de unos cien huevos; tras la eclosión, las crías son transportadas por la hembra sobre sí misma, al salir de la ooteca, son de color blanco, posteriormente se vuelven oscuras, gradualmente se sitúan en la entrada del nido, independizándose y comienzan la dispersión.

## Alimentación
Insectos y otros artrópodos.

## Otras especies de Macrothele
- Macrothele abrupta Benoit, 1965 — Congo
- Macrothele amamiensis Shimojana & Haupt, 1998 — Islas Ryukyu
- Macrothele bannaensis Xu & Yin, 2001 — China
- Macrothele camerunensis Simon, 1903 — Camerún, Guinea Ecuatorial
- Macrothele cretica Kulczynski, 1903 — Creta
- Macrothele decemnotata Simon, 1909 — Vietnam
- Macrothele gigas Shimojana & Haupt, 1998 — Islas Ryukyu
- Macrothele guizhouensis Hu & Li, 1986 — China
- Macrothele holsti Pocock, 1901 — Taiwán
- Macrothele hunanica Zhu & Song, 2000 — China
- Macrothele incisa Benoit, 1965 — Congo
- Macrothele maculata (Thorell, 1890) — Myanmar, Sumatra, Java
- Macrothele maculata annamensis Hogg, 1922 — Vietnam
- Macrothele monocirculata Xu & Yin, 2000 — China
- Macrothele palpator Pocock, 1901 — China, Hong Kong
- Macrothele proserpina Simon, 1909 — Vietnam
- Macrothele raveni Zhu, Li & Song, 2000 — China
- Macrothele segmentata Simon, 1892 — Malaysia
- Macrothele simplicata (Saito, 1933) — Taiwán
- Macrothele taiwanensis Shimojana & Haupt, 1998 — Taiwán
- Macrothele triangularis Benoit, 1965 — Congo
- Macrothele variabiis Pavesi, 1898 — Java
- Macrothele vidua Simon, 1906 — India
- Macrothele yaginumai Shimojana & Haupt, 1998 — Islas Ryukyu
- Macrothele yani Xu, Yin & Griswold, 2002 — China
- Macrothele yunnanica Zhu & Song, 2000 — China